# Góry Szczawnickie

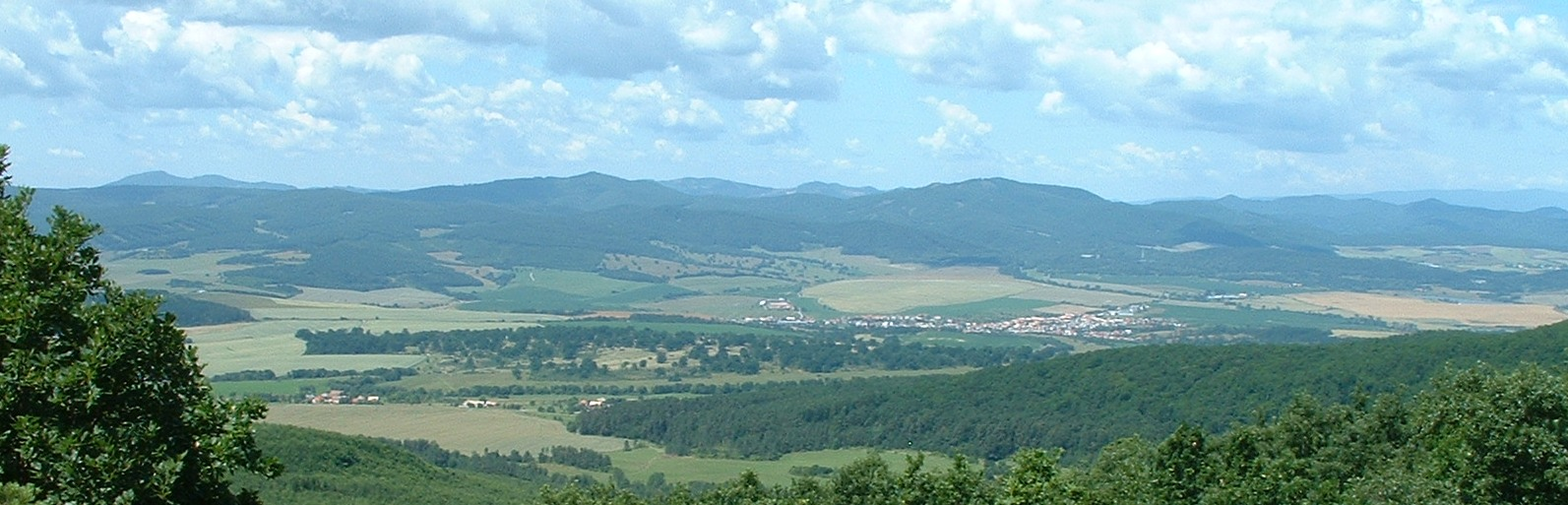
Widok na Góry Szczawnickie z pasma Jaworia

Góry Szczawnickie (515.21, słow. Štiavnické vrchy) – grupa górska na Słowacji, w Wewnętrznych Karpatach Zachodnich, stanowiąca zachodnią część łańcucha Rudaw Słowackich. Zajmuje powierzchnię ok. 800 km² i jest największą grupą gór pochodzenia wulkanicznego na Słowacji. Najwyższym szczytem jest Sitno (1009 m n.p.m.).

## Położenie
Granice grupy górskiej na północy i zachodzie od Zwolenia po Kozárovce wyznacza rzeka Hron, poza którą leżą kolejno Góry Kremnickie, Kotlina Żarska, góry Ptacznik i Hroński Inowiec. Na północnym wschodzie grupę ogranicza Kotlina Pliešovská, a na wschodzie rzeka Krupinica, poza którą rozciąga się Pogórze Krupińskie. Na południu Góry Szczawnickie przechodzą, mniej więcej wzdłuż linii wyznaczanej przez miejscowości Hontianske Nemce – Žemberovce – Kozárovce, w Pogórze Naddunajskie, stanowiące już północną część Niziny Naddunajskiej.

## Ukształtowanie

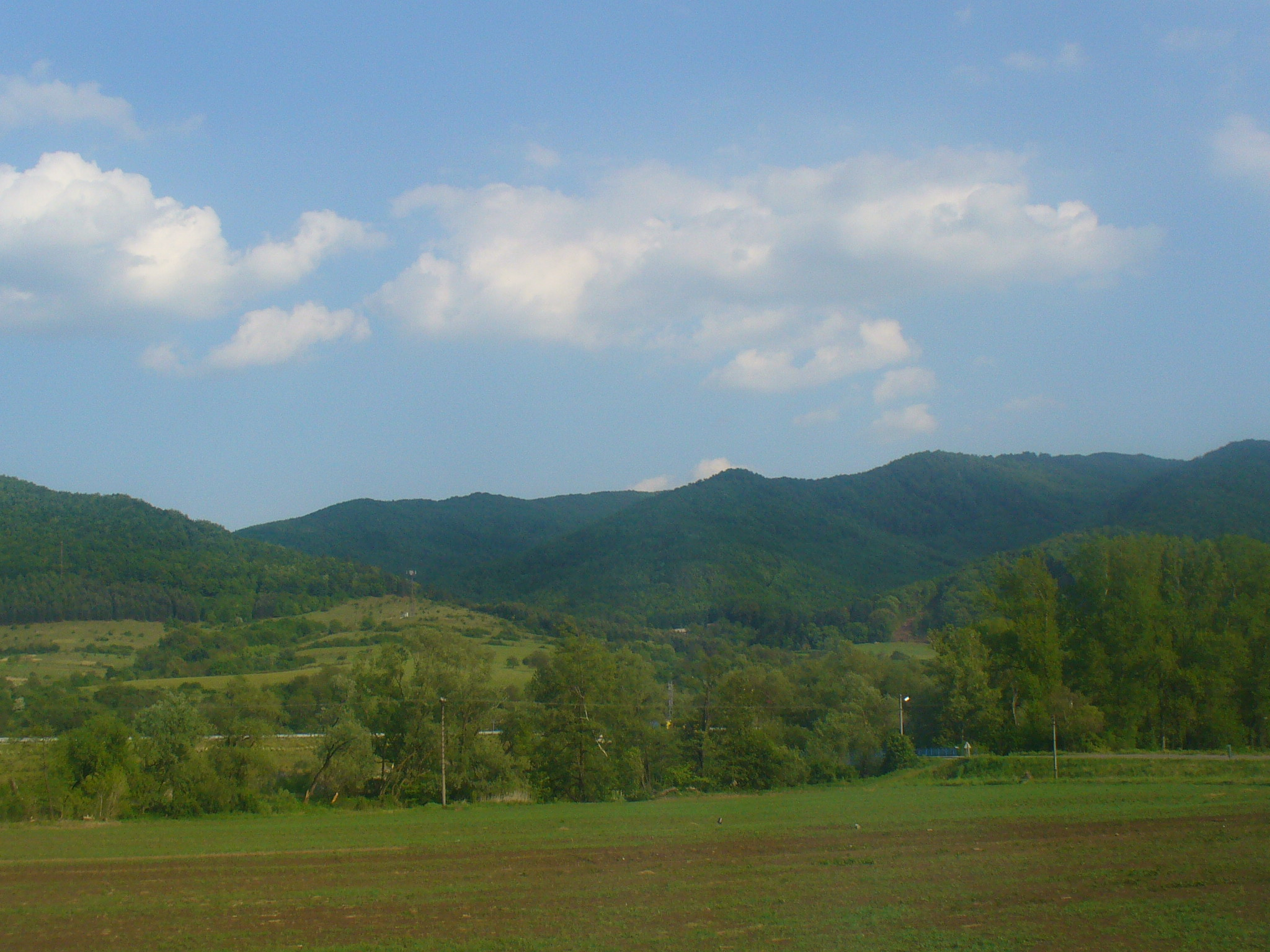
Góry Szczawnickie

Góry Szczawnickie są młodymi górami pochodzenia wulkanicznego, znacznie przekształconymi intensywnymi procesami erozji. Przedstawiają skomplikowany kompleks górskich rozrogów połączonych ze sobą plątaniną mocno powyginanych grzbietów a porozdzielanych głębokimi lub płytkimi, wijącymi się dolinami oraz licznymi bruzdami i zapadliskami.
Góry Szczawnickie nie mają wyraźnie rozwiniętego głównego grzbietu. Morfologicznie dzielą się na cztery jednostki:
- Pasmo Sitniańskie (słow. Sitnianska vrchovina)
- Skałkę (słow. Skalka)
- Pasmo Hodruszskie (słow. Hodrušská hornatina)
- Kozmalowskie Górki (słow. Kozmálovské vŕšky)

W związku z występowaniem całej mozaiki budujących je skał o różnej odporności charakteryzują się one bardzo urozmaiconą rzeźbą. Przeważa typ krajobrazu o rzeźbie fluwialnej z licznymi rosochami grzbietów. Obok wąskich grzbietów o stromych stokach spotkamy tu fragmenty zrównanych wierzchowin, a obok śródgórskich zapadlisk – liczne formacje skalne.

## Budowa geologiczna
Góry Szczawnickie zbudowane są głównie z andezytów, ryolitów, brekcji i tufów wulkanicznych. Miejscami pojawiają się skały osadowe – piaskowce, łupki, kwarcyty (piaskowce kwarcytowe) i wapienie. Na terenie tym występuje ok. 140 różnych minerałów, w tym wiele rud metali, także metali szlachetnych, w przeszłości intensywnie eksploatowanych.

## Wody
Góry Szczawnickie leżą w całości w zlewisku Morza Czarnego. Powierzchniowe cieki wodne Gór Szczawnickich, a także otaczających je grup górskich i kotlin należą do zlewisk dwóch dużych rzek: Hronu i Ipoli, będących dopływami Dunaju. Do Hronu spływają wody z północnej i zachodniej części grupy (Hodrušská hornatina), zaś do Ipoli ze wschodniej i południowo-wschodniej części grupy (pasmo Skałki i Sitnianska vrchovina).
Góry Szczawnickie są nadzwyczaj ubogie w wody podziemne. Związane jest to z budową geologiczną tych gór (słabo przepuszczalne skały), dużym parowaniem z powierzchni ziemi, a także znacznym obniżeniem poziomu wód podziemnych w centralnej części gór (rejon Bańskiej Szczawnicy) w trakcie wielowiekowej intensywnej działalności górniczej (odwadnianie kopalń).
Wydajność źródeł z reguły nie przekracza 1 litra na sekundę. Większe zasoby wód podziemnych pojawiają się na większych głębokościach (200–300 m) jedynie w obszarach uskoków i złomów tektonicznych. Wyjątkiem są tu termalne źródła mineralne w Szklanych Cieplicach i Vyhniach.

## Przyroda ożywiona
Położenie Gór Szczawnickich na południowym skraju łańcucha Karpat Zachodnich, w obszarze ścierania się dwóch typów klimatu, wpływa na przenikanie się na ich terenie górskich, karpackich gatunków flory i fauny z elementami panońskimi.

## Ochrona przyrody
Znaczna część Gór Szczawnickich objęta jest ochroną w ramach Obszaru Chronionego Krajobrazu Gór Szczawnickich, powołanego w 1979 r. Ze względu na powierzchnię (77 630 ha) jest to największy tego typu obszar chronionej przyrody na Słowacji.

## Działalność gospodarcza człowieka
Cechą charakterystyczną tych gór jest ich niezmiernie bogata przeszłość górnicza. Pozostały po niej widoczne ślady w krajobrazie w postaci dawnych sztolni, hałd skały płonej, śladów po płytkich szybach oraz liczne zabytki techniki.
Specyfiką wyjątkową w skali tej części Europy, jest kompleksowy system gospodarki wodnej, który powstał i w przeszłości służył potrzebom tutejszego górnictwa. Chodzi nie tylko o całą sieć sztolni i kanałów odwadniających kopalnie, ale przede wszystkim o sieć kanałów zbierających wodę (tzw. jarki) z okolicznych stoków, system sztucznych zbiorników gromadzących i piętrzących wodę (tzw. tajchy, z niem. der Teich – staw) oraz sieć kanałów zasilających koła wodne. Od początku XVI w. do połowy XIX w. zbudowano tu ok. 60 sztucznych zbiorników, z czego ok. 50 służyło górnictwu (pozostałe to stawy rybne). Towarzyszyła im sieć 72 km kanałów zbierających wodę oraz 57 km kanałów łączących poszczególne zbiorniki i doprowadzających wodę do zakładów. Obiekty te projektowali głównie Jozef Karol Hell, Matej Kornel Hell oraz Samuel Mikovíni.
Do dziś wykorzystywane są 23 zbiorniki, stanowiące charakterystyczny element tutejszego krajobrazu; w większości służą celom rekreacyjnym (m.in. Klinger, Jezioro Počuvadliańskie, Jeziora Richnavskie, Jeziora Studenskie, Jezioro Vindšachtskie) lub jako zbiorniki wody pitnej (np. Jezioro Szczawnickie).

## Turystyka
Góry Szczawnickie są doskonałym terenem do uprawiania pieszej turystyki górskiej. Pierwszymi turystami byli profesorowie i studenci bańskoszczawnickich szkół, a pierwsze wycieczki związane były z praktyczną nauką przedmiotów zawodowych: geologii, mineralogii, geodezji i licznych nauk leśnych. Pierwsze szlaki turystyczne zaczęto znakować tu już w 1874 r. Prowadziły one do takich atrakcyjnych punktów, jak Jezioro Počuvadliańskie, szczyt Sitna czy kopalnia Gedeon koło Sklenych Cieplic. Były to pierwsze znakowane szlaki turystyczne nie tylko na terenie dzisiejszej Słowacji, ale w ogóle całych ówczesnych Węgier.
Dziś sieć znakowanych szlaków na terenie tej grupy górskiej liczy ok. 530 km.
Góry Szczawnickie są interesującym terenem do uprawiania wspinaczki skalnej. Dopuszczone do tego sportu są skalne urwiska Sitna i Pustego Zamku koło Zwolenia, skały Starego Miasta (słow. Stare mesto) nad Bańską Szczawnicą (tzw. Glanzenberg), Szabóova skala i Kapitulské bralce nad doliną Teplej czy Opatovské brala koło Żaru nad Hronem.